# Еретрия
Ерѐтрия (на гръцки: Ερέτρια) е град в Република Гърция, център на дем Еретрия, на западния бряг на остров Евбея. Намира се южно от Халкида. Днешният град Еретрия има 3156 жители (2001).
През 500 пр.н.е. е важен център в Древна Гърция, съперник на Халкида.